# Thamnodynastes ceibae
Thamnodynastes ceibae là một loài rắn trong họ Rắn nước. Loài này được Bailey & Thomas mô tả khoa học đầu tiên năm 2007.